# قائمة طيور السعودية
هذه قائمة بأنواع الطيور المسجلة في المملكة العربية السعودية، حيث يبلغ عدد أصناف الطيور في السعودية 550 نوع، من أبرزها الصقور والنسور والعقاب والغراب والبوم والبلبل والقماري ونقار الخشب والحبارى والنعام والبجع والنورس والهدهد والوز والبط، وغيرها من الطيور البرية، منها ثلاثة عشر (13) نوعًا تم إستقدامها من قبل البشر، بينما يتواجد خمسة وعشرون (25) نوعاً بشكل نادر أو عرضي.
أحد أنواع الطيور في السعودية يعتبر منقرض محلياً وغير مدرج في قائمة الأنواع. كما أن هنالك خمسة وعشرون (25) نوعاً مهدد بالخطر عالمياً.
تم عمل تصنيف هذه القائمة والتسميات (الأسماء الشائعة والعلمية) حسب ما هو معمول به في «كليمنتس مرجعية طيور العالم» (بالإنجليزية: The Clements Checklist of Birds of the World)، الطبعة الخامسة، تحديث طبعة 2019.

## النعاميات
الرتبة: نعاميات. الفصيلة: نعامية.
النعام هو طائر غير قادر على الطيران من أصل إفريقي هو أكبر الأنواع الحية من الطيور. إنه مميز في مظهره، مع رقبة طويلة وساقين وقدرة على الجري بسرعات عالية.
| الصورة | الاسم الشائع | الاسم العلمي                       | الحالة       |
| ------ | ------------ | ---------------------------------- | ------------ |
|        | نعامة        | النعامة الأفريقية Struthio camelus | منقرضة محلياً |

## الغطاسيات
الرتبة: غطاسيات. الفصيلة: غطاسيات
طيور الغطاس صغيرة إلى متوسطة الحجم. أصابع القدم مفصصة وهم سباحون وغواصون ممتازين. ومع ذلك، فوضعية أقدامهم البعيدة عن الجسم جعلهم على الأرض بلا جدوى.
| الصورة | الاسم الشائع     | الاسم العلمي           | الحالة                                                                           |
| ------ | ---------------- | ---------------------- | -------------------------------------------------------------------------------- |
|        | زهوت (غطاس صغير) | Tachybaptus ruficollis |                                                                                  |
|        | غطاس أقرن        | Podiceps auritus       | (أ) عرضي - وهو نوع نادر الظهور أو يظهر عن طريق الخطأ في المملكة العربية السعودية |
|        | غطاس أحمر الرقبة | Podiceps grisegena     | (أ) عرضي                                                                         |
|        | غطاس متوج        | Podiceps cristatus     |                                                                                  |
|        | غطاس أسود الرقبة | Podiceps nigricollis   |                                                                                  |

## جلم الماء والنوء
الرتبة: نوئيات. الفصيلة: طيور نوية
النوئيات هي المجموعة الرئيسية من «طيور النوء الحقيقية» متوسطة الحجم، والتي تتميز بخياشيم موحدة ذات الحاجز المتوسط وطول أساسي وظيفي خارجي.
| الصورة | الاسم الشائع                         | الاسم العلمي       | الحالة   |
| ------ | ------------------------------------ | ------------------ | -------- |
|        | طائر النوء الجوانيني                 | Bulweria fallax    | (أ) عرضي |
|        | جلم ماء فاتح القدم                   | Puffinus carneipes |          |
|        | جلم ماء فاحم                         | Ardenna grisea     | (أ) عرضي |
|        | جلم ماء استوائي Tropical shearwater، | Puffinus bailloni  |          |
|        | جلم ماء فارسي                        | Puffinus persicus  |          |

## طيور النوء
الترتيب : النوئيات     الفصيلة : طيور النو الدكناء
على الرغم من أن أفراد هذه العائلة متشابهون من نواحٍ كثيرة مع جلم الماء والنوء، بما في ذلك مظهرهم وعاداتهم العامة، إلا أن هناك اختلافات وراثية كافية تبرر وضعهم في فصيلة منفصلة.
| الصورة | الاسم الشائع    | الاسم العلمي         | الحالة      |
| ------ | --------------- | -------------------- | ----------- |
|        | طائر نوء ويلسون | Oceanites oceanicus  | غير مذكور؟؟ |
|        | طائر نوء سوينهو | Oceanodroma monorhis | (أ)         |

## الطيور الاستوائية
| الصورة | الاسم الشائع            | الاسم العلمي       | الحالة |
| ------ | ----------------------- | ------------------ | ------ |
|        | رئيس البحر أحمر المنقار | Phaethon aethereus |        |

## البجعيات
الترتيب: بجعيات     الفصيلة: بجعة
البجع طيور مائية كبيرة مع حقيبة مميزة تحت منقارها. كما هو الحال مع أعضاء آخرين من ترتيب بجعيات، لديهم أقدام مكشوفة مع أربعة أصابع.
| الصورة | الاسم الشائع | الاسم العلمي          | الحالة |
| ------ | ------------ | --------------------- | ------ |
|        | بجع أبيض     | Pelecanus onocrotalus |        |
|        | بجع رمادي    | Pelecanus rufescens   |        |

## طيور الأطيش
الترتيب: أطيشيات     الفصيلة: أطيش
تتكون الأطياش من الطيور الخرقاء والخبلاء . كلا المجموعتين هي طيور بحرية ساحلية متوسطة إلى كبيرة تغطس للأسماك.

| الصورة | الاسم الشائع      | الاسم العلمي     | الحالة |
| ------ | ----------------- | ---------------- | ------ |
|        | أطيش مبرقع        | Sula dactylatra  |        |
|        | أحمق أحمر القدمين | Sula sula        | (أ)    |
|        | أحمق بني          | Sula leucogaster |        |

## الغاق
الترتيب: أطيشيات     الفصيلة: غاقيات
الغاقيات هي عائلة من الطيور البحرية الساحلية من المتوسطة إلى الكبيرة التي تتغذى على الأسماك وتشمل الغاق والأشعث. يختلف تلوين الريش، حيث تحتوي الغالبية على ريش غامق بشكل أساسي، وبعض الأنواع تكون سوداء وبيضاء وبعضها غني بالألوان.
| الصورة | الاسم الشائع             | الاسم العلمي               | الحالة |
| ------ | ------------------------ | -------------------------- | ------ |
|        | غاقة كبيرة أو غراب البحر | Phalacrocorax carbo        |        |
|        | غاق سقطري                | Phalacrocorax nigrogularis |        |

## طيور الواق والبلشونيات
الترتيب : بجعيات     الفصيلة: بلشونيات
الأسرة البلشونيات يحتوي على الواق، مالك الحزين والبلشون. مالك الحزين والبلشون طيور الخوض متوسطة إلى كبيرة مع رقاب طويلة و أرجل. يميل الفلتر إلى أن يكون أقصر العنق وأكثر حذراً. أعضاء البلشونيات يطيرون مع تراجع أعناقهم، على عكس الطيور الأخرى ذات العنق الطويل مثل: اللقالق، أبو منجل وأبو ملعقة.
| الصورة | الاسم الشائع                          | الاسم العلمي          | الحالة                                                         |
| ------ | ------------------------------------- | --------------------- | -------------------------------------------------------------- |
|        | بلشون رمادي                           | Ardea cinerea         |                                                                |
|        | بلشون جبار                            | Ardea goliath         |                                                                |
|        | بلشون أرجواني                         | Ardea purpurea        |                                                                |
|        | بلشون أبيض كبير                       | Ardea alba            |                                                                |
|        | بلشون الصخر                           | Egretta gularis       |                                                                |
|        | بلشون أبيض صغير                       | Egretta garzetta      |                                                                |
|        | بلشون تفلقاني (بلشون البحيرات الذهبي) | Ardeola ralloides     |                                                                |
|        | بلشون البرك الهندي                    | Ardeola grayii        | يتواجد هذا النوع من الطيور نادراً أو عرضياً في الأراضي السعودية. |
|        | بلشون القطعان (أبو قردان)             | Bubulcus ibis         |                                                                |
|        | بلشون أخضر الظهر                      | Butorides striata     |                                                                |
|        | بلشون الليل أسود التاج                | Nycticorax nycticorax |                                                                |
|        | واق أوراسي                            | Botaurus stellaris    |                                                                |
|        | واق صغير                              | Ixobrychus minutus    |                                                                |
|        | واق أصفر                              | Ixobrychus sinensis   | (أ)                                                            |
|        | بلشون أسود الرأس                      | Ardea melanocephala   | (أ)                                                            |

## الطائر مطرقي الرأس
الترتيب : بجعيات     الفصيلة: رأس المطرقة
هو طائر متوسط الحجم مع قمة شعثاء طويلة. يشبه شكل رأسه قوس منحني وقمة في الخلف كمطرقة ، ومن هنا جاء اسمها. ريشها بني داكن في كل الأنحاء.
| الصورة | الاسم الشائع       | الاسم العلمي    | الحالة |
| ------ | ------------------ | --------------- | ------ |
|        | الطائر مطرقي الرأس | Scopus umbretta |        |

## اللقلق
الترتيب : لقلقيات     الفصيلة : لقلق
طيور كبيرة الحجم ذات الأرجل الطويلة ترى أعشاشه فوق المآذن وأبراج الخطوط الكهربائية وقمم الأشجار العالية. تقتات اللقالق على الحشرات والضفادع والفئران الصغيرة وأفراخ الأفاعي. يمكن أن تكون أعشاشها كبيرة ويمكن إعادة استخدامها لسنوات عديدة. العديد من الأنواع مهاجرة.

| الصورة | الاسم الشائع | الاسم العلمي    | الحالة |
| ------ | ------------ | --------------- | ------ |
|        | لقلق أسود    | Ciconia nigra   |        |
|        | لقلق أبديم   | Ciconia abdimii |        |
|        | لقلق أبيض    | Ciconia ciconia |        |

## أبو منجل وأبو ملعقة
الترتيب : بجعيات     الفصيلة : أبو منجليات
أبو منجليات هي عائلة كبيرة من الطيور البرية والخواضة التي تشمل أبو منجل وأبو ملعقة . يتسمون بأجنحة طويلة وعريضة بها 11 ريشة رئيسية ونحو 20 ريشية ثانوية. وهم طيارون أقوياء، وبالرغم من حجمهم ووزنهم، فإنهم يستطيعون التحليق إلى ارتفاعات شاهقة.
| الصورة | الاسم الشائع             | الاسم العلمي             | الحالة                                                         |
| ------ | ------------------------ | ------------------------ | -------------------------------------------------------------- |
|        | أبو منجل المقدس الأفريقي | Threskiornis aethiopicus | يتواجد هذا النوع من الطيور نادراً أو عرضياً في الأراضي السعودية. |
|        | أبو منجل الأقرع الشمالي  | Geronticus eremita       | يتواجد هذا النوع من الطيور نادراً أو عرضياً في الأراضي السعودية. |
|        | أبو منجل اللماع          | Plegadis falcinellus     |                                                                |
|        | أبو ملعقة الأوراسي       | Platalea leucorodia      |                                                                |
|        | أبو ملعقة الأفريقي       | Platalea alba            | يتواجد هذا النوع من الطيور نادراً أو عرضياً في الأراضي السعودية. |

## النحاميات
الترتيب : نحاميات     الفصيلة : النحامية
طيور النحام هي طيور خواضة ، طويل القامة، موجود في كل من نصفي الكرة الغربي والشرقي. طيور النحام تتغذى على المحار والطحالب. منقارها الغريبة الشكل مصممة خصيصًا لفصل الطين والطمي عن الطعام الذي تستهلكه، ويتم استخدامها بشكل فريد رأسًا على عقب.
| الصورة | الاسم الشائع      | الاسم العلمي          | الحالة                                                         |
| ------ | ----------------- | --------------------- | -------------------------------------------------------------- |
|        | بشروش (نحام أكبر) | Phoenicopterus roseus |                                                                |
|        | النحام القزم      | Phoeniconaias minor   | يتواجد هذا النوع من الطيور نادراً أو عرضياً في الأراضي السعودية. |

## البط والإوز والبجع
الترتيب : إوزيات     الفصيلة : بطيات
تشمل عائلة البطيات البط ومعظم الطيور المائية الشبيهة بالبط، مثل الإوز والتم. تتكيف هذه الطيور مع الحياة المائية مع أقدام مكشوفة، ومناقير مسطحة، وريش ممتاز لإخلاء الماء بفضل الطلاء الزيتي.
| الصورة | الاسم الشائع            | الاسم العلمي                | الحالة                                                         |
| ------ | ----------------------- | --------------------------- | -------------------------------------------------------------- |
|        | تم صامت                 | Cygnus olor                 | يتواجد هذا النوع من الطيور نادراً أو عرضياً في الأراضي السعودية. |
|        | إوز التاندرا            | Cygnus columbianus          |                                                                |
|        | إوز غراء كبير           | Anser albifrons             |                                                                |
|        | إوزة ربداء              | Anser anser                 |                                                                |
|        | بط أبو فروة             | Tadorna ferruginea          |                                                                |
|        | شهرمان شائع             | Tadorna tadorna             |                                                                |
|        | صواي أوراسيا            | Mareca strepera             |                                                                |
|        | بط سماري                | Anas strepera               |                                                                |
|        | الحذف الشتوي            | Anas crecca                 |                                                                |
|        | بط بري                  | Anas platyrhynchos          |                                                                |
|        | بلبول شمالي             | Anas acuta                  |                                                                |
|        | شرشير صيفي              | Anas querquedula            |                                                                |
|        | الكيش (أبو مجرفة شمالي) | Anas clypeata               |                                                                |
|        | شرشير مخطط              | Marmaronetta angustirostris | يتواجد هذا النوع من الطيور نادراً أو عرضياً في الأراضي السعودية. |
|        | ونس                     | Netta rufina                |                                                                |
|        | حمرواي                  | Aythya ferina               |                                                                |
|        | بطة حديدية              | Aythya nyroca               |                                                                |
|        | زرقاي                   | Aythya fuligula             |                                                                |
|        | بلقشة بيضاء             | Mergellus albellus          | يتواجد هذا النوع من الطيور نادراً أو عرضياً في الأراضي السعودية. |
|        | بط أبيض الوجه           | Oxyura leucocephala         |                                                                |
|        | أوزة مصرية              | Alopochen aegyptiaca        | يتواجد هذا النوع من الطيور نادراً أو عرضياً في الأراضي السعودية. |
|        | إوز قزم قطني            | ، Nettapus coromandelianus  | يتواجد هذا النوع من الطيور نادراً أو عرضياً في الأراضي السعودية. |
|        | بطة غواصة حمراء الصد    | Mergus serrator             | يتواجد هذا النوع من الطيور نادراً أو عرضياً في الأراضي السعودية. |
|        | أقل صفير البط           | Dendrocygna javanica        | يتواجد هذا النوع من الطيور نادراً أو عرضياً في الأراضي السعودية. |
|        | بط صفار أصهب            | Dendrocygna bicolor         | يتواجد هذا النوع من الطيور نادراً أو عرضياً في الأراضي السعودية. |

## العقبان
| الصورة | الاسم الشائع | الاسم العلمي      | الحالة |
| ------ | ------------ | ----------------- | ------ |
|        | عقاب نساري   | Pandion haliaetus |        |

## الصقور والحداء والنسور
| الصورة | الاسم الشائع                   | الاسم العلمي           | الحالة |
| ------ | ------------------------------ | ---------------------- | ------ |
|        | حوام النحل الأوربي             | Pernis apivorus        |        |
|        | حدأة أسود الكتفين              | Elanus caeruleus       |        |
|        | حدأة سوداء                     | Milvus migrans         |        |
|        | عقاب سمك بالاس                 | Haliaeetus leucoryphus |        |
|        | عقاب أبيض الذنب                | Haliaeetus albicilla   |        |
|        | نسر أبو ذقن                    | Gypaetus barbatus      |        |
|        | رخمة مصرية                     | Neophron percnopterus  |        |
|        | نسر أبقع                       | Gyps rueppellii        |        |
|        | نسر أسمر                       | Gyps fulvus            |        |
|        | نسر رمادي                      | Aegypius monachus      |        |
|        | نسر أذون                       | Torgos tracheliotus    |        |
|        | عقاب صرارة                     | Circaetus gallicus     |        |
|        | عقاب حكيم                      | Terathopius ecaudatus  |        |
|        | مرزة المستنقعات                | Circus aeruginosus     |        |
|        | مرزة الدجاج                    | Circus cyaneus         |        |
|        | مرزة باهتة                     | Circus macrourus       |        |
|        | أبو شودة                       | Circus pygargus        |        |
|        | باشق حزين الترتيل              | Melierax metabates     |        |
|        | باز جبار                       | Micronisus gabar       |        |
|        | باشق الشكرا                    | Accipiter badius       |        |
|        | بيدق                           | Accipiter brevipes     |        |
|        | باشق أوراسي                    | Accipiter nisus        |        |
|        | باز شمالي                      | Accipiter gentilis     |        |
|        | حوام السهول                    | Buteo buteo            |        |
|        | صقر جراح                       | Buteo rufinus          |        |
|        | عقاب سعفاء كبرى                | Aquila clanga          |        |
|        | عقاب أصحم                      | Aquila rapax           |        |
|        | عقاب السهوب                    | Aquila nipalensis      |        |
|        | عقاب ملكي شرقي                 | Aquila heliaca         |        |
|        | عقاب ذهبية                     | Aquila chrysaetos      |        |
|        | عقاب أسود إفريقي (عقاب خدارية) | Aquila verreauxii      |        |
|        | عقاب بونلي                     | Aquila fasciatus       |        |
|        | عقاب مسيرة صغرى                | Aquila pennatus        |        |

## الصقريات
| الصورة | الاسم الشائع                  | الاسم العلمي        | الحالة |
| ------ | ----------------------------- | ------------------- | ------ |
|        | عوسق صغير                     | Falco naumanni      |        |
|        | صقر الجراد                    | Falco tinnunculus   |        |
|        | عويسق أحمر                    | Falco vespertinus   |        |
|        | صقر عمورية                    | Falco amurensis     |        |
|        | صقر أسحم                      | Falco eleonorae     |        |
|        | صقر الغروب                    | Falco concolor      |        |
|        | يؤيؤ                          | Falco columbarius   |        |
|        | شويهين                        | Falco subbuteo      |        |
|        | صقر الحر (الشرق)              | Falco biarmicus     |        |
|        | صقر الغزال (الوكري)           | Falco cherrug       |        |
|        | الشاهين البربري (شاهين مغربي) | Falco pelegrinoides |        |
|        | الشاهين                       | Falco peregrinus    |        |

## الحجول والتدارج
| الصورة | الاسم الشائع | الاسم العلمي            | الحالة                                                         |
| ------ | ------------ | ----------------------- | -------------------------------------------------------------- |
|        | حجل شوكار    | Alectoris chukar        |                                                                |
|        | حجل فيلبي    | Alectoris philbyi       |                                                                |
|        | حجل عربي     | Alectoris melanocephala |                                                                |
|        | حجل رملي     | Ammoperdix heyi         |                                                                |
|        | دراج عراقي   | Francolinus francolinus | يتواجد هذا النوع من الطيور نادراً أو عرضياً في الأراضي السعودية. |
|        | سمان         | Coturnix coturnix       |                                                                |
|        | سمان ضاحك    | Coturnix delegorguei    | يتواجد هذا النوع من الطيور نادراً أو عرضياً في الأراضي السعودية. |

## الدجاج الحبشي
| الصورة | الاسم الشائع                           | الاسم العلمي     | الحالة |
| ------ | -------------------------------------- | ---------------- | ------ |
|        | دجاج وادي غرب إفريقيا (دجاج غيني مخوذ) | Numida meleagris |        |

## السمان ذو النقرة في الذقن
| الصورة | الاسم الشائع      | الاسم العلمي     | الحالة                                                         |
| ------ | ----------------- | ---------------- | -------------------------------------------------------------- |
|        | سمان الشجر الصغير | Turnix sylvatica | يتواجد هذا النوع من الطيور نادراً أو عرضياً في الأراضي السعودية. |

## الكراكي
| الصورة | الاسم الشائع | الاسم العلمي       | الحالة |
| ------ | ------------ | ------------------ | ------ |
|        | رهو          | Anthropoides virgo |        |
|        | كركي شائع    | Grus grus          |        |

## طيور المرعة ودجاج الماء والغُرة
| الصورة | الاسم الشائع           | الاسم العلمي        | الحالة                                                         |
| ------ | ---------------------- | ------------------- | -------------------------------------------------------------- |
|        | مرعة الماء             | Rallus aquaticus    |                                                                |
|        | مرعة الغيط             | Crex crex           |                                                                |
|        | مرعة صغيرة             | Porzana parva       |                                                                |
|        | مرعة بايلون            | Porzana pusilla     |                                                                |
|        | مرعة منقطة             | Porzana porzana     |                                                                |
|        | دجاجة الماء الأرجوانية | Porphyrio porphyrio | يتواجد هذا النوع من الطيور نادراً أو عرضياً في الأراضي السعودية. |
|        | دجاجة الماء            | Gallinula chloropus |                                                                |
|        | غر أوراسي              | Fulica atra         |                                                                |

## وصلات خارجية
- الحياة البرية في المملكة العربية السعودية: الطيور.
- مرجعية الطيور في السعودية، مرجعية طيور العالم (بالإنجليزية).
- طبيعة السعودية - الطيور.